# Risc de catàstrofe global

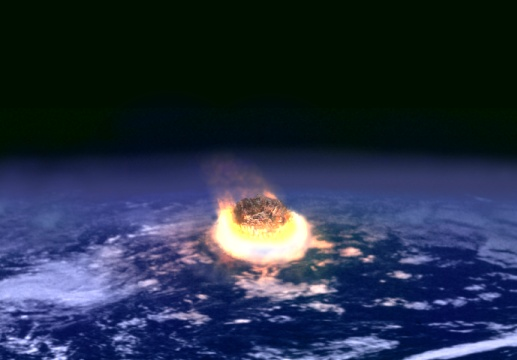
Il·lustració d'un impacte astronòmic com el que podria haver provocat l'extinció K–T

El risc de catàstrofe global és un hipotètic futur esdeveniment que podria danyar el benestar humà en una escala global, fins al punt de destruir o fer un dany irreversible a la civilització moderna. Un esdeveniment que podria causar l'extinció humana o permanentment i dràsticament el potencial humà és també conegut com a risc existencial. El concepte fou introduït pel filòsof Nick Bostrom el 2008 per a referir-se a un esdeveniment hipotètic que pugui comprometre el benestar de la majoria de la humanitat, per exemple, destruint la civilització moderna. El 2002, Bostrom ja havia encunyat el terme «risc existencial» per a referir-se a un esdeveniment que pugui provocar l'extinció de la humanitat. El biòleg Stephen Jay Gould, un dels màxims experts mundials en evolució, ha predit que el que aniquilarà el gènere humà serà precisament la nostra superespecialització tècnica i cultural.
Les possibles causes són o antropogèniques o externes a la responsabilitat humana. Entre les possibles causes de catàstrofes globals hi ha el canvi climàtic, les pandèmies, la guerra nuclear, els riscos que comporta la nanotecnologia, la creació d'una intel·ligència artificial hostil i catàstrofes còsmiques com ara els impactes de meteorits.
La incertesa respecte a les últimes conseqüències de l'esdeveniment que desencadenaria la catàstrofe i la probabilitat d'aquest esdeveniment fa que costi quantificar aquests riscos amb exactitud. A més a més, nombrosos biaixos cognitius en compliquen l'anàlisi. Per exemple, com que encara no s'ha produït cap esdeveniment que causi l'extinció de la humanitat o la destrucció completa de la civilització, el biaix de selecció fa que se'n subestimi el risc.
S'han suggerit alternatives per a la defensa humana davant aquests escenaris, des de l'acumulació preventiva de menjar i construcció massiva de refugis a una migració a l'espai exterior.